# Skleněné Hutě
Skleněné Hutě (též Skelná Huť nebo Bonaventura, něm. Silberg) je zaniklá osada Pohoří na Šumavě, která se rozkládala v lesích Novohradských hor, asi 1 km od Terčí Hutě, směrem k dnešním hranicím s Rakouskem.

## Historie
V roce 1794 zde nechal Josef Mayer postavit sklárnu, u které postupně vyrostla osada, tehdy nazývaná auf den Neuhütten či bei der Neuhütten. Teprve později získala na počest Karla Bonaventury Buquoye název Bonaventura. Roku 1816 přešla sklárna pod správu novohradského panství, která ji v roce 1857 prodala Karlu Stölzlovi. V roce 1881 sklárna zanikla. K roku 1910 je zde zmiňováno 10 domů a v nich 84 obyvatel. Po druhé světové válce byla vysídlena a v 50. letech, po vytvoření hraničního pásma, osada zanikla.

## Okolní osady
- Janovy Hutě
- Stříbrné Hutě
- Terčí Huť